# Julian Lewandowicz
Julian Florian Lewandowicz OFM (ur. 26 kwietnia 1912 w Koźminie, zm. 1 stycznia 1997 w Poznaniu) – duchowny katolicki, franciszkanin, pedagog, malarz.

## Biografia
Florian Lewandowicz urodził się w Koźminie w powiecie krotoszyńskim 26 kwietnia 1912 roku. Rodzicami byli Roman i Maria, zd. Morawska, ojciec trudnił się ślusarstwem. Pradziad ze strony matki, gen. Franciszek Morawski był ministrem wojny w Rządzie Narodowym w czasie powstania listopadowego. Małżeństwo miało ośmioro dzieci. W latach 1926–1931 Florian uczył się w Państwowym Seminarium Nauczycielskim Męskim w Koźminie. Do franciszkanów wstąpił w Prowincji Wniebowzięcia NMP, rozpoczynając nowicjat w klasztorze w Wieluniu 25 stycznia 1933 roku. W zakonie przybrał imię zakonne Julian. Po złożeniu pierwszej profesji zakonnej odbył studia filozoficzno-teologiczne, najpierw w studium w klasztorze w Osiecznej, a następnie w klasztorze we Wronkach. Grał w seminaryjnej orkiestrze na skrzypcach. Śluby wieczyste złożył 27 stycznia 1937 roku. Święcenia kapłańskie przyjął w kościele klasztornym we Wronkach z rąk biskupa pomocniczego poznańskiego Walentego Dymka 26 września 1937 roku.
Jako neoprezbiter został skierowany przez przełożonych do konwentu w Osiecznej. W roku akademickim 1938–1939 rozpoczął studia na Akademii Sztuk Pięknych w Krakowie. W sposób szczególny związał się z osobą profesora Zbigniewa Pronaszko, przyjmując od niego założenia koloryzmu. Po wybuchu II wojny światowej kontynuował naukę w niemieckiej Szkole Sztuk Zdobniczych (niem. Statliche Kunstgewerbeschule Krakau). W tym okresie pasją o. Lewandowicza było kajakarstwo na Wiśle. Przebywając w Warszawie, został aresztowany i osadzony w Pawiaku. Podczas uwięzienie służył posługą sakramentalną uwięzionym, dzięki znajomości z niektórymi strażnikami pochodzącymi z Wronek.
Po wojnie o. Lewandowicz ukończył z wyróżnieniem Akademię Krakowską, uzyskując magisterium sztuk pięknych w 1947 roku. Zachorował na żółtaczkę. Następnie przebywał we wspólnotach swojej prowincji w klasztorach: Poznań, Kobylin, Jarocin, Wronki, Pakość. W latach 1957–1965 był gwardianem w klasztorze w Pakości. Od 1971 roku był członkiem wspólnoty w Poznaniu, gdzie mieszkał do końca życia. O. Lewandowicz zmarł 1 stycznia 1997 roku w Poznaniu. Został pochowany na Cmentarzu Miłostowo.

## Twórczość
O. Lewandowicz stworzył ponad 1500 dzieł: obrazy o tematyce religijnej, portrety, pejzaże, martwe natury. Tworzył tez polichromie. Należał do Związku Polskich Artystów Plastyków. Miał dwie wystawy indywidualne swoich prac oraz uczestniczył w dziewiętnastu wystawach zbiorowych. Jego obrazy były celowo pomijane w ministerialnych zakupach dla muzeów państwowych. Większość obrazów znajduje się w zbiorach prywatnych, część posiadają klasztory w Poznaniu i katowickich Panewnikach. Polichromie autorstwa o. Lewandowicza znajdują się w następujących klasztorach: Poznań (Kaplica Loretańska), Kobylin (zakrystia), Pakość, Opole (Kaplica Piastowska).